# Sainte-Gemme (Gironda)
 Sainte-Gemme  es una población y comuna francesa, situada en la región de Aquitania, departamento de Gironda, en el distrito de Langon y cantón de Monségur.

## Demografía
| 303 | 265 | 206 | 208 | 189 | 187 |
| Para los censos de 1962 a 1999 la población legal corresponde a la población sin duplicidades (Fuente: INSEE [Consultar]) |     |     |     |     |     |